# Miloš Šćepanović
Miloš Šćepanović (Beograd, 9. listopada 1982.), crnogorski vaterpolist. Igra na poziciji vratara. Visok je 185 cm. Igra za crnogorsku reprezentaciju s kojom je osvojio EP 2008. i SL 2009. Od početka karijere igrač je hercegnovskog Jadrana. Proglašen je najboljim vratarem Jadranske lige u sezoni 2016./17., kad je Jadran bio doprvak.